# Awake Is the New Sleep
Awake Is the New Sleep è il quinto album in studio del musicista australiano Ben Lee, pubblicato nel 2005. Ha raggiunto la posizione numero 5 nella classifica australiana degli album ARIA, diventando il suo album di maggior successo. Contiene i primi singoli della top 40 "Gamble Everything for Love" e "Catch My Disease". Gamble Everything for Love è stato anche alla posizione numero 15 nella Triple J Hottest 100, 2004 mentre Catch My Disease è stato 2ª posizione nella Triple J Hottest 100, 2005. È stata utilizzata la canzone We're All in This Together in diverse pubblicità televisive in Australia e Nuova Zelanda, tra cui Coca-Cola e The Salvation Army Community Services. Successivamente è stato inserito nell'annuncio di Industry SuperFunds dal 2016 ad oggi.
Al J Award del 2005, l'album è stato nominato per l'album australiano dell'anno (Australian Album of the Year).
Nell'ottobre 2010, Awake Is the New Sleep è stato inserito nel libro dei 100 migliori album australiani (100 Best Australian Albums).
Prima di scrivere Awake Is The New Sleep, Lee si è recato in India. Fu qui che incontrò Sakthi Narayani Amma, che lo ispirò spiritualmente e gli disse che avrebbe avuto successo se avesse messo il messaggio di gioia nella sua musica. Questo è stato un punto di svolta per Lee. Dopo aver subito critiche per la sua spensieratezza in passato, Lee ha sentito un rinnovato bisogno di incorporare gioia e felicità nella sua musica. Lee ha anche cambiato il suo motivo per fare musica, dal creare musica per ottenere qualcosa da essa al creare musica come un modo per dare agli altri. Tutto ciò ha fortemente influenzato la musica di Awake Is The New Sleep.

## Tracce
1. Whatever It Is – 3:18
2. Gamble Everything for Love – 3:21
3. Begin – 4:12
4. Catch My Disease" (Lee, McGowan Southworth) – 4:14
5. Apple Candy – 3:22
6. Ache for You – 4:05
7. "Into the Dark – 2:46
8. No Right Angles – 3:34
9. Get Gotten – 3:07
10. Close I've Come – 3:23
11. The Debt Collectors – 2:50
12. We're All in This Together – 4:39
13. Light – 9:48
14. I'm Willing – 4:01